# 朱家埠站
朱家埠站是位于浙江省建德市朱家埠的一个铁路车站，有金千铁路经过该站。车站及其上下行区间均未电气化，距离金华站73公里，隶属上海铁路局，是四等站。车站建于1957年，建成初期为新安江站所管辖的货场，1975年金岭铁路修建至岭后后成为中间站:321。
朱家埠站于2002年8月停办客运业务，目前仅办理货运业务，设有通往养生堂水厂和新安江水库电厂的专用线共2条:391。因车站靠近农夫山泉设在千岛湖地区的工厂，朱家埠站发送的货物90%以上均为农夫山泉旗下产品。

## 图片
- 朱家埠站下行方向
- 车站站名牌
- 朱家埠站连通新安江水电站专用线